# Tonkin

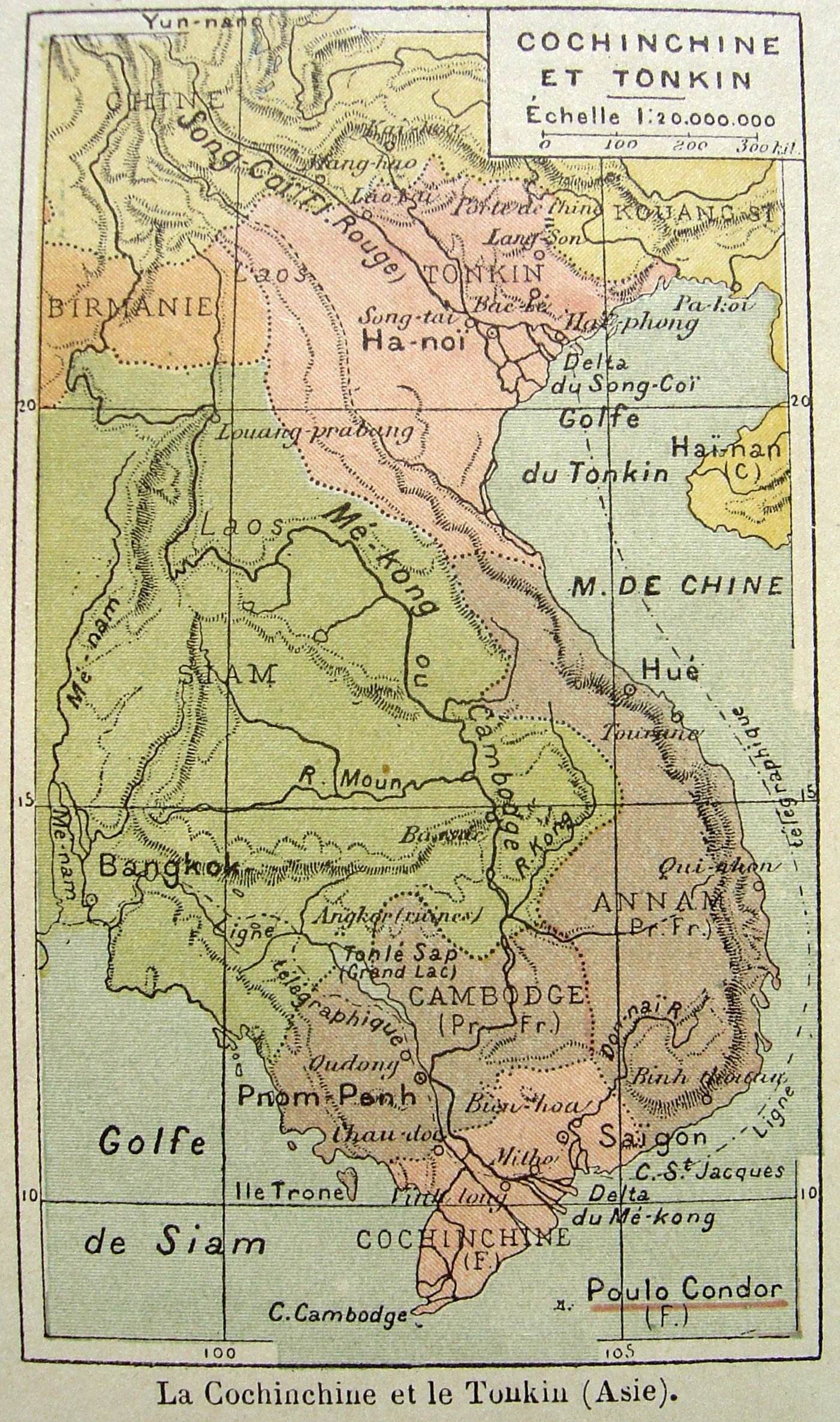
Harta Indochinei. Tonkin este în roz, în nordul extrem al peninsulei.

Tonkin, scris uneori Tongkin sau Tong-king, este partea septentrională (de Nord) a Vietnamului actual, la vest de Golful Tonkin. Începând din 1884, Tonkin a devenit protectorat francez, unul din componentele Indochinei Franceze.Această veche mare diviziune teritorială a regatului  Cochinchine sau Annam, fondată pe vechea sa capitală, este situată la est de Laos și la sud de provinciile actuale Yunnan și Guangxi, constitutive ale Chinei. 
Local, Tonkin este cunoscut sub denumirea de Bắc Bộ (北圻), significând „frontiera de nord”. Geografii chinezi o numesc Drang-ngaï, adică „regatul din afară”, în opoziție cu Cochinchine, Drang-trong adică „regatul din interior”.